# Campeonato de Argentina de Fórmula 4
El Campeonato de Argentina de Fórmula 4 fue una competición de automovilismo organizada por la Federación Internacional del Automóvil (FIA). Tras su temporada inaugural en 2021, el campeonato no ha vuelvo a disputarse.

## Historia

### Antecedentes
Gerhard Berger y la comisión de monoplazas de la FIA lanzaron la Fórmula 4 en marzo de 2013. El objetivo es hacer que la escalera a la Fórmula 1 sea más sencilla. Además de los reglamentos deportivos y técnicos, los costes también se regulan. Un monoplaza para competir en esta categoría no puede exceder los 30 000€ en compra y una sola temporada en Fórmula 4 no podrá superar los 100 000€.
Tiene por objetivo de formar pilotos que deseen alcanzar la F1, entre otras categorías internacionales, Javier Bernardini como experimentado piloto y actual Asesor y director deportivo de la categoría, junto a Pablo Collazo, empresario y piloto, son los principales responsables.
Su formación, se encuentra destinada para los pilotos que se han preparado desde sus comienzos en el karting, pasando por la Fórmula 4, Fórmula 3, Fórmula 2 y finalmente la Fórmula 1.

## Formato
El reglamento de la Fórmula 4, elaborado por la Federación Internacional del Automóvil, está dividido en dos partes principales. Una de ellas (Technical Regulations) se refiere a las condiciones técnicas de los monoplazas y la otra (Sporting Regulations) se centra en las condiciones en que se deben desarrollar los eventos, así como las reglas de puntuación y de penalización. Además, en todo evento de Fórmula 4 deben contemplarse las prescripciones generales de la FIA.

### La clasificación
Tradicionalmente, la clasificación para la parrilla de salida se hace en una única sesión de 25 minutos de duración, en la que los coches tienen un número de vueltas máximo estipulado para conseguir el mejor tiempo. Durante esta sesión, todos los pilotos compiten en simultáneo.

### Carreras y puntuación
La puntuación actual se distribuye de la siguiente manera: el ganador de la prueba conseguirá 25 puntos; el segundo clasificado, 18; el tercero, 15; el cuarto, 12; el quinto, 10; el sexto, 8; el séptimo, 6; el octavo, 4; el noveno, 2; y el décimo, 1 punto. Durante décadas, la puntuación ha determinado el orden en la clasificación del campeonato de pilotos, pues quien tuviera más puntos sería el campeón, y en caso de empate decidirían las mejores posiciones en carrera. 
| Carrera   | Parrilla                    | Duración              | 1º | 2º | 3º | 4º | 5º | 6º | 7º | 8º | 9º | 10º |
| --------- | --------------------------- | --------------------- | -- | -- | -- | -- | -- | -- | -- | -- | -- | --- |
| Carrera 1 | Clasificación de 15 minutos | 25 minutos + 1 vuelta | 25 | 18 | 15 | 12 | 10 | 8  | 6  | 4  | 2  | 1   |
| Carrera 2 | Clasificación en carrera 1  | 25 minutos + 1 vuelta | 25 | 18 | 15 | 12 | 10 | 8  | 6  | 4  | 2  | 1   |

### Premios
Además de recibir los 12 puntos para la Superlicencia FIA, el campeón obtenía la oportunidad de participar en una prueba en un Fórmula 3.

## Monoplazas

### Chasis

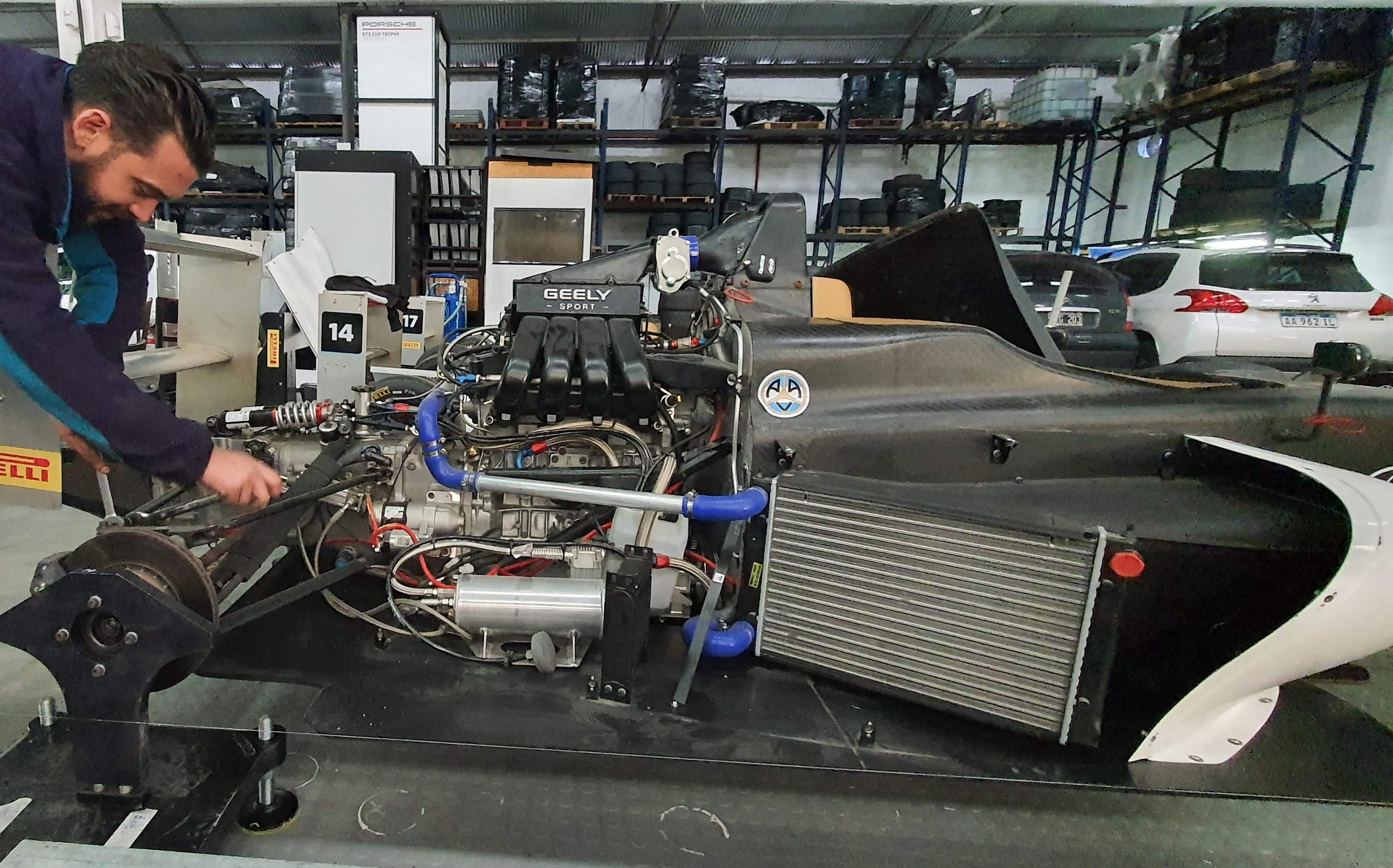
Motor Geely

El chasis elegido fue el francés Mygale F4 monocasco compuesto de fibra de carbono homologado por la FIA. Este tipo de autos se destaca por su potencia y su peso que lo hace altamente maniobrable en alta velocidad.

### Motor
La Federación Internacional del Automóvil homologó tres modelos de autos, seis marcas de motores y cada país elige el chasis de su vehículo y el impulsor que crea conveniente. En Argentina, los F4 contaron bloques 2.0 Geely AL-1C 4G20 de cuatro cilindros en línea con 16 válvulas e inyección directa de combustible, con una potencia máxima de 160 CV. Tenía una caja de velocidades Sadev secuencial de seis marchas con sistema neumático de paddle-shift.

## Campeones

### Pilotos
| Temporada | Campeón          | Carreras | Poles | Victorias | Podios | VR | Puntos |
| --------- | ---------------- | -------- | ----- | --------- | ------ | -- | ------ |
| 2021      | Federico Hermida | 14       | 4     | 9         | 11     | 8  | 372    |

## Circuitos
| Número | Países, Circuitos                   | Temporadas |
| ------ | ----------------------------------- | ---------- |
| 1      | Autódromo Ciudad de Concordia       | 2021       |
| 2      | Autódromo Oscar y Juan Gálvez       | 2021       |
| 3      | Autódromo de Concepción del Uruguay | 2021       |
| 4      | Autódromo Oscar Cabalén             | 2021       |